# Noemia
Noemia is een kevergeslacht uit de familie van de boktorren (Cerambycidae). De wetenschappelijke naam van het geslacht werd voor het eerst geldig gepubliceerd in 1857 door Pascoe.

## Soorten
Noemia omvat de volgende soorten:
- Noemia apicalis Villiers, 1958
- Noemia apicicornis Ritsema, 1890
- Noemia bidentula Holzschuh, 2011
- Noemia brunnea Hüdepohl, 1998
- Noemia conformis Holzschuh, 2011
- Noemia cupreoviridana Hayashi, 1977
- Noemia distincta Holzschuh, 2011
- Noemia euconna Holzschuh, 2011
- Noemia flavicornis Pascoe, 1857
- Noemia incompta Gressitt, 1935
- Noemia leiothorax Holzschuh, 2011
- Noemia mindanaoensis Gressitt, 1935
- Noemia mindorana Vives, 2012
- Noemia negrosensis Aurivillius, 1927
- Noemia opacicollis Holzschuh, 2011
- Noemia resplendens Holzschuh, 2011
- Noemia rugulicollis Holzschuh, 2011
- Noemia semirufa Villiers, 1958
- Noemia sibuyanensis Aurivillius, 1927
- Noemia simplicicollis (Pic, 1926)
- Noemia stevensii Pascoe, 1857
- Noemia submetallica Gressitt, 1940
- Noemia virescens Schwarzer, 1927